# Намер
Намер (ивр. נמ"ר‎ — бэкроним «леопард»; сокр. от ивр. נגמ"ש מרכבה‎ [Нагмаш Меркава] — бронетранспортёр «Колесница») — современный израильский тяжёлый бронетранспортёр, классифицируемый также как тяжёлая боевая машина пехоты (англ. AIFV —  armored infantry fighting vehicle — бронированная боевая машина пехоты).
Разработка машины началась в 2004 году, опытный образец был представлен в марте 2005 года на выставке вооружений Low Intensity Conflict 2005, решение о производстве было принято в 2006 году, впервые БТР был официально представлен в марте 2008 года. Основное производство узлов и агрегатов сосредоточено в Израиле, частично поступает из США (например, танковые дизели марки Continental, поставляемые General Dynamics).
В 2007 году был размещён заказ на 130 бронетранспортёров Намер. По состоянию на июль 2009 года, ЦАХАЛ получил 15 бронетранспортёров.
На 2014 год планировалось иметь к 2017 году 170 единиц техники, а к 2027 году свыше 500 единиц, однако долговременные планы зависят от выделяемых бюджетов и менялись уже несколько раз. В январе 2016 года Армии обороны Израиля получила первый бронетранспортер Намер, оснащённый комплексом активной защиты «Меиль Руах» («Ветровка»).

## Конструкция
Изначально БТР был разработан на шасси танка «Меркава Мк.1», впоследствии решение было пересмотрено и серийные БТР стали делать на шасси танков «Меркава Мк.4» с двигателями от «Меркава Мк.3». Способен перевозить 9 человек десанта.

### Уровень бронезащиты
Уровень бронезащиты соответствует последней версии танка Меркава Мк.4, то есть считается весьма высоким. БТР имеет усиленное бронирование днища и надгусеничные противокумулятивные экраны. Броня имеет встроенные элементы активной защиты Trophy фирмы RAFAEL.

### Вооружение
Основным вооружением является дистанционно управляемый модуль «Катланит» (в котором может быть установлен 7,62-мм пулемёт FN MAG, 12,7-мм пулемёт M2HB  Browning или 40-мм автоматический гранатомёт Mk.19). На люке командира машины на штыревой опоре может быть установлен дополнительный 7,62-мм пулемёт FN MAG.
По бортам БТР установлены шестиствольные пусковые установки для отстрела дымовых гранат.
В настоящее время рассматривается возможность замены модуля «Катланит» внешним дистанционно управляемым модулем с 30-мм автоматическим орудием.

### Средства наблюдения и связи
БТР оснащён приборами дневного и ночного видения, средствами связи и системой коллективной РХБ-защиты от танка «Меркава» Mk.4.

## Варианты и модификации

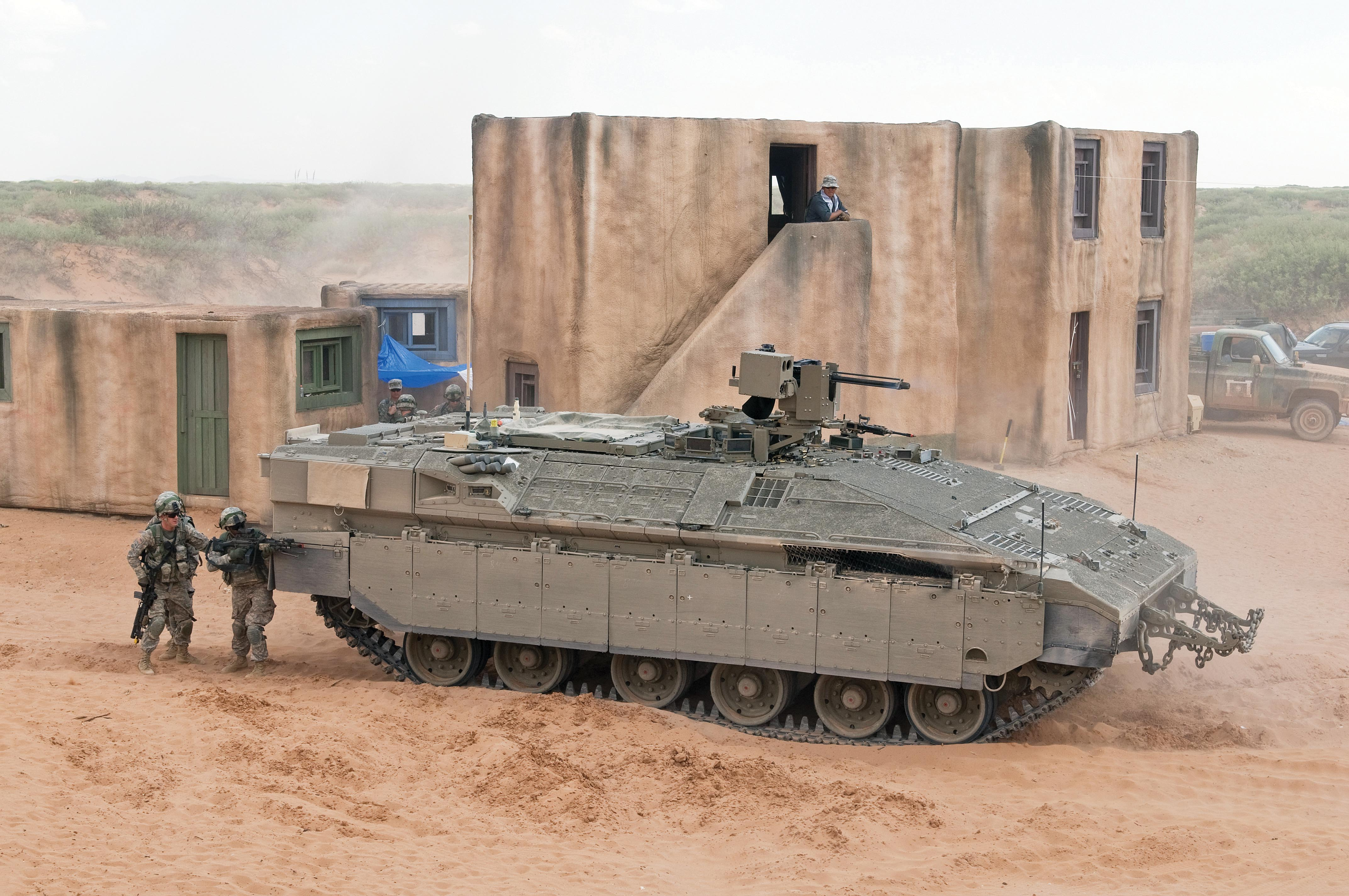
Намер на испытаниях в США для нужд американской армии.

- Бронетранспортёр/боевая машина пехоты
- Командно-штабная машина
- Ремонтная и медицинская эвакуационная машина (англ. MEDEVAC)
- Бронированная ремонтно-эвакуационная машина

## Боевое применение
- «Боевым крещением» для новой машины стала операция «Литой свинец».

## Операторы
- Израиль — 290 единиц, по состоянию на 2023 год[6].